# Bobartia filiformis
Bobartia filiformis är en irisväxtart som först beskrevs av Carl von Linné d.y., och fick sitt nu gällande namn av Ker Gawl. Bobartia filiformis ingår i släktet Bobartia och familjen irisväxter. Inga underarter finns listade i Catalogue of Life.